# Jacob Rathe
Jacob Rathe (* 13. März 1991 in Portland) ist ein ehemaliger US-amerikanischer Straßenradrennfahrer.

## Sportlicher Werdegang
Rathe gewann 2009 in der Juniorenklasse eine Etappe bei der Regio Tour und wurde dort Sechster der Gesamtwertung. Außerdem belegte er den neunten Platz in der Gesamtwertung der Driedaagse van Axel. Zur Saison 2010 wurde er Mitglied im US-amerikanischen UCI Continental Team Jelly Belly, zur Folgesaison wechselte er in das Chipotle Development Team. Bereits im ersten Jahr dort gewann er die vierte Etappe bei der Rutas de América und die elfte Etappe der Portugal-Rundfahrt.
Nach diesen Erfolgen erhielt Rathe einen Vertrag beim UCI WorldTeam Garmin-Barracuda. In den zwei Jahren bei Garmin gewann er die Mannschaftszeitfahren bei der Tour of Qatar 2012 und der Tour of Utah 2012, blieb jedoch selbst ohne nennenswerte Einzelergebnisse. Daher kehrte er zur Saison 2014 in sein erstes Team Jelly-Belly zurück, für das er dann fünf Jahre fuhr. Mit dem Gewinn der ersten Etappe und der Gesamtwertung der Tour of Xingtai 2017 konnte er noch einmal zwei Erfolge seinem Palmarès hinzufügen.
Nach der Saison 2018 beendete Rathe seine aktive Karriere als Radrennfahrer.

## Erfolge
2009
- eine Etappe Regio Tour
- eine Etappe Tour Of The Red River Gorge

2011
- eine Etappe Rutas de América
- eine Etappe Portugal-Rundfahrt

2012
- Mannschaftszeitfahren Tour of Qatar
- Mannschaftszeitfahren Tour of Utah

2017
- Bergwertung Tour of Utah
- Gesamtwertung und eine Etappe Tour of Xingtai